# Joe Gomes
Joe Gomes, nome artístico de Silvano Gomes (Salvador, 9 de outubro de 1966) é um baixista brasileiro de rock n' roll. Ficou conhecido por atuar ao lado da cantora baiana Pitty desde o início de sua banda.

## Biografia
Joe Gomes começou tocando baixo na banda Os Feios. Depois fundou, junto com Fábio Cascadura, a banda Cascadura. Foi membro também do Dead Billies e, depois, formou com ex-integrantes da última, o Retrofoguetes. Participou da banda de Pitty, da qual se afastou em 2013. Atualmente é o vocalista do seu projeto paralelo Joe e a Gerência.
Posteriormente, processou a cantora Pitty.

## Discografia

### Com o Dead Billies
Álbuns de Estúdio
- 1996: Don't Mess With...
- 1999: Heartfelt Sessions

### Como baixista da banda de Pitty
Álbuns de estúdio
- 2005: Anacrônico
- 2009: Chiaroscuro

Álbuns ao vivo
- 2007: {Des} Concerto Ao Vivo
- 2011: A Trupe Delirante no Circo Voador

DVDs
- 2004: Admirável Vídeo Novo
- 2007: {Des} Concerto Ao Vivo
- 2009: Chiaroscope
- 2011: A Trupe Delirante no Circo Voador[2]